# Championnat de Belgique de football de troisième division 1968-1969
Navigation
saison précédente saison suivante
Le Championnat de Belgique de football Division 3 1968-1969 est la 40e édition du championnat de troisième niveau national de football en Belgique. Il conserve le même format que la saison précédente, à savoir deux séries de 16 équipes, qui se rencontrent deux fois chacune pendant la saison. Les deux champions sont promus en Division 2, tandis que les deux derniers de chaque série sont relégués en Promotion.

## Clubs participants
Les dénominations des clubs sont celles employées à l'époque. Les matricules renseignés en gras indiquent les clubs qui existent toujours en 2014, les autres ont disparu.

### Série A
| #  | Nom                                                       | Mat. | Ville      | Stades            | En D3 depuis    | Total en D3 | Saison précéd.            |
| -- | --------------------------------------------------------- | ---- | ---------- | ----------------- | --------------- | ----------- | ------------------------- |
| 1  | Koninklijke Racing Club Mechelen                          | 24   | Malines    | O. Van Kesbeeck   | 1968-1969 (1er) | 5 saisons   | Division 2,15e            |
| 2  | Royal Racing club Tirlemont                               | 132  | Malines    | J. Bergé          | 1968-1969 (1er) | 16 saisons  | Division 2,16e            |
| 3  | Koninklijke Sporting Club Hasselt                         | 37   | Hasselt    | Stedelijke        | 1966-1967 (3e)  | 13 saisons  | 4e Série A                |
| 4  | Koninklijke Lyra                                          | 52   | Lierre     | Lyrastadion       | 1961-1962 (8e)  | 8 saisons   | 9e Série A                |
| 5  | Koninklijke Boom Football Club                            | 58   | Boom       | Parc communal     | 1965-1966 (4e)  | 10 saisons  | 2e Série A                |
| 6  | Royal Racing Football Club Montegnée                      | 77   | Montegnée  | ??                | 1954-1955 (15e) | 30 saisons  | 14e Série A               |
| 7  | Koninklijke Willebroekse Sport Vereniging                 | 85   | Willebroek | Henry Pickery     | 1967-1968 (2e)  | 27 saisons  | 11e Série A               |
| 8  | Kon. Amical Club & Verbroedering Brasschaat               | 228  | Brasschaat | Gemeentelijke     | 1965-1966 (4e)  | 4 saisons   | 7e Série A                |
| 9  | Koninklijke Football Club Winterslag                      | 322  | Winterslag | Noordlaan         | 1964-1965 (5e)  | 14 saisons  | 12e Série A               |
| 10 | Koninklijke Oud-Leerlingen St-Eduardus Merksem Sport-Club | 544  | Merksem    | Gemeentelijk      | 1963-1964 (6e)  | 14 saisons  | 6e Série A                |
| 11 | Koninklijke Wezel Sport Football Club                     | 844  | Wezel      | Balen-Neetlaan    | 1960-1961 (9e)  | 19 saisons  | 8e Série A                |
| 12 | Koninklijke Olympia Sport-Club Wijgmaal                   | 1349 | Wijgmaal   | Gemeentelijk      | 1968-1969 (2e)  | 2 saisons   | 13e Série A               |
| 13 | Vrij en Vlug Overpelt-Fabriek                             | 2554 | Overpelt   | De Leukens        | 1957-1958 (12e) | 12 saisons  | 5e Série A                |
| 14 | Puurs Excelsior Football Club                             | 3855 | Puurs      | Gemeentelijk      | 1967-1968 (2e)  | 2 saisons   | 3e Série A                |
| 15 | Koninklijke Sport-Club Maccabi Voetbal Antwerp            | 201  | Hoboken    | Karel du Boislaan | 1968-1969 (1er) | 1 saison    | ¨Promotion - Série B, 1er |
| 16 | Witgoor Sport Dessel                                      | 2065 | Dessel     | Jef Luyten        | 1968-1969 (1er) | 1 saison    | Promotion - Série D, 1er  |

#### Localisation - Série A
| \| Maccabi OLSE Merksem Willebroek Puurs Boom Brasschaat Lyra Malines Wezel Dessel Overpelt Winterslag Hasselt Wijgmaal Tirlemont Montegnée \| Localisation des clubs engagés en Division 3A 1968-1969 |
| Maccabi OLSE Merksem Willebroek Puurs Boom Brasschaat Lyra Malines Wezel Dessel Overpelt Winterslag Hasselt Wijgmaal Tirlemont Montegnée                                                               |

### Série B
| #  | Nom                                         | Mat. | Ville            | Stades             | En D3 depuis    | Total en D3 | Saison précéd.            |
| -- | ------------------------------------------- | ---- | ---------------- | ------------------ | --------------- | ----------- | ------------------------- |
| 1  | Royal Racing Club de Gand                   | 11   | Gand             | Emmanuel Hiel      | 1955-1956 (14e) | 24 saisons  | 13e Série B               |
| 2  | Koninklijke Vanneste Genootschap Oostende   | 31   | Ostende          | ??                 | 1964-1965 (5e)  | 22 saisons  | 10e Série B               |
| 3  | Royal Albert Elisabeth Club Mons            | 44   | Mons             | Charles Tondreau   | 1961-1962 (8e)  | 36 saisons  | 3e Série B                |
| 4  | Koninklijke Sport-Club Eendracht Aalst      | 90   | Alost            | Pierre Cornelis    | 1966-1967 (3e)  | 12 saisons  | 2e Série B                |
| 5  | Koninklijke Sport Kring Roeselare           | 134  | Roulers          | 't Motje           | 1960-1961 (9e)  | 19 saisons  | 9e Série B                |
| 6  | Union Royale Namur                          | 156  | Namur            | des Champs-Élysées | 1967-1968 (2e)  | 24 saisons  | 7e Série B                |
| 7  | Koninklijke Football Club Vigor Hamme       | 211  | Hamme            | Gemeentelijk       | 1962-1963 (7e)  | 14 saisons  | 14e Série B               |
| 8  | Royal Excelsior Mouscron                    | 224  | Mouscron         | Le Canonnier       | 1963-1964 (5e)  | 5 saisons   | 6e Série B                |
| 9  | Koninklijke Sport Vereniging Sottegem       | 225  | Zottegem         | Stedelijk          | 1961-1962 (8e)  | 8 saisons   | 4e Série B                |
| 10 | Royale Association Marchiennoise des Sports | 278  | Marchienne-au-P. | Communal           | 1967-1968 (2e)  | 18 saisons  | 8e Série B                |
| 11 | White Star Club Lauwe                       | 535  | Lauwe            | ??                 | 1965-1966 (4e)  | 4 saisons   | 12e Série B               |
| 12 | Royale Entente Sportive Jamboise            | 1579 | Jambes           | stade communal     | 1960-1961 (9e)  | 12 saisons  | 11e Série B               |
| 13 | Voetbal Club Zwevegem Sport                 | 3521 | Zwevegem         | Gemeentelijke      | 1962-1963 (7e)  | 7 saisons   | 5e Série B                |
| 14 | Racing Jette                                | 4549 | Jette            | Communal           | 1965-1966 (4e)  | 4 saisons   | 10e Série A               |
| 15 | Royal Cercle Sportif La Forestoise          | 51   | Forest           | Communal           | 1968-1969 (1er) | 10 saisons  | ¨Promotion - Série C, 1er |
| 16 | Koninklijke Sport-Club Menen                | 56   | Menin            | ???                | 1968-1969 (1er) | 15 saisons  | ¨Promotion - Série A, 1er |

#### Localisation - Série B
| \| Racing Jette La Forestoise Roulers Zwevegem Lauwe Menin VG Oostende Alost Sottegem Hamme RC Gand Mons Mouscron Jambes Namur Marchienne \| Localisation des clubs engagés en Division 3B 1968-1969 |
| Racing Jette La Forestoise Roulers Zwevegem Lauwe Menin VG Oostende Alost Sottegem Hamme RC Gand Mons Mouscron Jambes Namur Marchienne                                                               |

## Classements & Résultats
- Le nom des clubs est celui employé à l'époque

Légende
- Clubs champions et promus en Division 2 la saison suivante
- Clubs relégués en Promotion la saison suivante

Abréviations
 : club relégué de « Division 2 » depuis la saison précédente
 : Clubs promus de « Promotion » depuis la saison précédente

### Classement final - Série A
| Rang | Équipe                         | Pts | J  | G  | N  | P  | Bp | Bc | Diff |
| ---- | ------------------------------ | --- | -- | -- | -- | -- | -- | -- | ---- |
| 1    | K. RC MECHELEN                 | 42  | 30 | 18 | 6  | 6  | 45 | 30 | +15  |
| 2    | K. SC Maccabi V.A.             | 42  | 30 | 17 | 8  | 5  | 55 | 32 | +23  |
| 3    | K. Boom FC                     | 40  | 30 | 17 | 6  | 7  | 47 | 23 | +24  |
| 4    | K. Lyra                        | 39  | 30 | 15 | 9  | 6  | 36 | 22 | +14  |
| 5    | K. SC Hasselt                  | 39  | 30 | 15 | 9  | 6  | 44 | 25 | +19  |
| 6    | K. Willebroekse SV             | 35  | 30 | 13 | 9  | 8  | 41 | 33 | +8   |
| 7    | V&V Overpelt-Fabriek           | 35  | 30 | 13 | 9  | 8  | 43 | 37 | +6   |
| 8    | Puurs Excelsior FC             | 29  | 30 | 12 | 5  | 13 | 40 | 50 | -10  |
| 9    | R. RC Tirlemont                | 28  | 30 | 11 | 6  | 13 | 32 | 35 | -3   |
| 10   | K. OLSE Merksem SC             | 27  | 30 | 12 | 3  | 15 | 49 | 49 | 0    |
| 11   | FC Witgoor Sport Dessel        | 27  | 30 | 8  | 11 | 11 | 27 | 34 | -7   |
| 12   | K. FC Winterslag               | 25  | 30 | 10 | 5  | 15 | 43 | 48 | -5   |
| 13   | R. Racing FC Montegnée         | 24  | 30 | 10 | 4  | 16 | 38 | 48 | -10  |
| 14   | K. Am. en Verbr. CL Brasschaat | 20  | 30 | 7  | 6  | 17 | 24 | 44 | -20  |
| 15   | K. Wezel Sport FC              | 20  | 30 | 7  | 6  | 17 | 29 | 48 | -19  |
| 16   | K. Olympia SC Wijgmaal         | 8   | 30 | 2  | 4  | 24 | 15 | 50 | -35  |

#### Résultats des rencontres - Série A
| Résultats (▼dom., ►ext.)                                   | MAC | BOO | BRA | WIT | HAS | LYR | MEC | MON | MER | OVE | PUU | RCT | WEZ | WIL | WIN | WIJ |
| K. SC Maccabi V.A.                                         |     | 1-0 | 2-1 | 2-0 | 2-2 | 0-0 | 2-1 | 0-4 | 2-1 | 1-0 | 3-0 | 3-0 | 3-1 | 2-0 | 5-0 | 2-0 |
| K. Boom FC                                                 | 2-0 |     | 4-0 | 1-1 | 0-0 | 0-1 | 1-0 | 5-2 | 2-1 | 1-1 | 1-2 | 5-0 | 0-0 | 2-0 | 2-1 | 2-0 |
| K. AVC Braasschat                                          | 1-6 | 0-3 |     | 0-0 | 0-1 | 0-0 | 0-1 | 3-0 | 0-1 | 1-2 | 1-1 | 0-0 | 1-1 | 0-3 | 4-2 | 4-2 |
| Witgoor Sport Dessel                                       | 0-1 | 0-2 | 2-1 |     | 1-4 | 1-1 | 1-1 | 0-0 | 1-1 | 0-2 | 5-1 | 1-0 | 1-1 | 0-1 | 1-0 | 1-0 |
| K. SC Hasselt                                              | 2-2 | 0-1 | 2-0 | 0-1 |     | 2-1 | 2-2 | 1-0 | 4-2 | 0-0 | 2-2 | 2-0 | 1-0 | 0-0 | 2-0 | 1-0 |
| K. Lyra                                                    | 0-0 | 3-1 | 0-1 | 1-1 | 1-0 |     | 3-0 | 1-0 | 3-1 | 1-0 | 1-0 | 0-0 | 4-1 | 2-0 | 1-0 | 1-0 |
| K. RC Mechelen                                             | 1-1 | 2-1 | 1-0 | 2-0 | 1-0 | 1-0 |     | 0-2 | 2-0 | 3-1 | 3-1 | 2-0 | 2-1 | 1-0 | 4-1 | 1-0 |
| R. Racing FC Montegnée                                     | 2-3 | 2-0 | 1-0 | 1-2 | 1-1 | 0-0 | 1-2 |     | 2-4 | 1-0 | 1-1 | 1-0 | 0-2 | 5-1 | 1-3 | 2-1 |
| K. OLSE Merksem SC                                         | 3-3 | 0-1 | 1-0 | 1-3 | 1-0 | 1-2 | 5-2 | 2-4 |     | 0-0 | 0-1 | 1-2 | 1-0 | 4-2 | 2-0 | 4-1 |
| V&V Overpelt-Fabriek                                       | 3-3 | 1-2 | 0-1 | 4-3 | 3-1 | 1-1 | 1-1 | 3-1 | 1-0 |     | 3-2 | 2-1 | 3-2 | 1-1 | 1-1 | 2-0 |
| Puurs Excelsior FC                                         | 2-1 | 1-2 | 1-2 | 0-0 | 1-4 | 2-0 | 1-3 | 2-0 | 1-3 | 4-1 |     | 1-1 | 2-1 | 1-3 | 0-4 | 2-0 |
| R. RC Tirlemont                                            | 3-1 | 0-1 | 3-0 | 2-0 | 0-3 | 1-0 | 1-1 | 2-0 | 1-3 | 2-0 | 1-2 |     | 2-0 | 0-0 | 0-0 | 3-0 |
| K. Wezel Sport FC                                          | 0-1 | 0-4 | 1-2 | 0-0 | 1-3 | 2-0 | 0-2 | 3-2 | 3-2 | 0-3 | 0-1 | 0-2 |     | 0-0 | 2-1 | 3-0 |
| K.Willebroekse SV                                          | 2-1 | 0-0 | 0-1 | 1-1 | 1-1 | 1-1 | 3-0 | 3-0 | 4-2 | 1-2 | 0-1 | 1-0 | 3-1 |     | 1-0 | 2-1 |
| K. FC Winterslag                                           | 1-1 | 4-1 | 1-0 | 2-0 | 0-2 | 1-2 | 0-1 | 3-2 | 2-1 | 2-2 | 2-3 | 3-1 | 2-1 | 2-4 |     | 4-0 |
| K. Olympia SC Wijgmaal                                     | 0-1 | 0-0 | 1-1 | 2-0 | 0-1 | 0-4 | 0-2 | 0-1 | 0-1 | 0-1 | 2-1 | 2-4 | 1-1 | 1-2 | 1-1 |     |
| - Victoire à domicile - Match nul - Victoire à l'extérieur |     |     |     |     |     |     |     |     |     |     |     |     |     |     |     |     |

#### Résumé
La série est terriblement serrée en ce qui concerne les première places. Aucune formation ne parvient à creuser un semblant d'écart. Six clubs se tiennent de très près jusqu'aux ultimes journées: Le Maccabi Anvers qui monte de « Promotion » et le Lyra occupent alternativement la première place pendant plusieurs semaines. Mais Willebroek, Boom, Hasselt et le RC Mechelen qui descend de Division 2 restent en permanence groupés.
Il vaut attendre trois journées avant la fin pour avoir deux cercles mathématiquement éliminé de la course au titre (Lyra et Willebroek). Hasselt doit renoncer alors qu'il reste deux rencontres. Avant la dernière journée, ils sont encore trois à rêver de « D2 »: Le Maccabi n'obtient pas la victoire nécessaire et se fait coiffer sur le fil par le K. RC Mechelen qui profite de la règle donnant prédominance au plus grand nombre de victoires.
La lutte pour le maintien est moins passionnante car deux formations sont rapidement distancées : Olympia Wijgmaal et Brasschaat. Cependant, l'incertitude relativement absente durant la saison augmente au fur et à mesure que l'on s'approche de la fin. Brasschaat remporte trois de ses cinq dernières parties alors que Wezel Sport termine par une série de 7 défaites. Un match d'appui est nécessaire pour départager les deux formations et Brasschaat obtient un sauvetage auquel peu croyait encore quelques semaines plus tôt.

### Classement final - Série B
| Rang | Équipe                           | Pts | J  | G  | N  | P  | Bp | Bc | Diff |
| ---- | -------------------------------- | --- | -- | -- | -- | -- | -- | -- | ---- |
| 1    | K. SV SOTTEGEM                   | 42  | 30 | 18 | 6  | 6  | 60 | 28 | +32  |
| 2    | White Star Club Lauwe            | 40  | 30 | 13 | 14 | 3  | 35 | 19 | +16  |
| 3    | UR Namur                         | 39  | 30 | 15 | 9  | 6  | 59 | 28 | +31  |
| 4    | K. SK Roeselare                  | 38  | 30 | 16 | 6  | 8  | 40 | 29 | +11  |
| 5    | R. AEC Mons                      | 33  | 30 | 12 | 9  | 9  | 31 | 34 | -3   |
| 6    | K. SC Menen                      | 33  | 30 | 11 | 11 | 8  | 42 | 34 | +8   |
| 7    | K. SC Eendracht Aalst            | 32  | 30 | 12 | 8  | 10 | 43 | 30 | +13  |
| 8    | K. FC Vigor Hamme                | 32  | 30 | 11 | 10 | 9  | 38 | 31 | +7   |
| 9    | K. VG Oostende                   | 31  | 30 | 11 | 9  | 10 | 49 | 37 | +12  |
| 10   | R. CS La Forestoise              | 28  | 30 | 12 | 4  | 14 | 38 | 46 | -8   |
| 11   | R. Excelsior Mouscron            | 26  | 30 | 9  | 8  | 13 | 38 | 43 | -5   |
| 12   | VC Zwevegem Sport                | 25  | 30 | 8  | 9  | 13 | 34 | 54 | -20  |
| 13   | Racing Jette                     | 24  | 30 | 9  | 6  | 15 | 35 | 47 | -12  |
| 14   | R. Ass. Marchiennoise des Sports | 23  | 30 | 7  | 9  | 14 | 33 | 46 | -13  |
| 15   | R. Entente Sportive Jamboise     | 18  | 30 | 6  | 6  | 18 | 20 | 62 | -42  |
| 16   | R. RC Gent                       | 16  | 30 | 3  | 10 | 17 | 26 | 53 | -27  |

#### Résultats des rencontres - Série B
| Résultats (▼dom., ►ext.)                                   | AAL | FOR | GAN | HAM | ESJ | JET | LAU | MAR | MEN | AEC | EXC | URN | VGO | ROE | SOT | ZWE |
| K. SC Eendracht Aalst                                      |     | 0-0 | 1-0 | 0-2 | 1-0 | 0-1 | 0-0 | 1-1 | 0-1 | 1-1 | 2-1 | 1-1 | 3-1 | 1-1 | 2-0 | 4-1 |
| R. CS La Forestoise                                        | 2-2 |     | 4-2 | 2-1 | 2-0 | 1-0 | 0-1 | 2-3 | 0-1 | 0-1 | 1-0 | 1-4 | 2-3 | 1-0 | 2-1 | 2-0 |
| R. RC de Gand                                              | 3-2 | 2-3 |     | 1-1 | 0-1 | 1-1 | 1-1 | 1-1 | 3-0 | 0-0 | 1-1 | 1-1 | 0-1 | 0-0 | 0-2 | 0-1 |
| K. FC Vigor Hamme                                          | 4-2 | 3-0 | 3-0 |     | 2-0 | 2-0 | 0-3 | 1-2 | 2-1 | 0-0 | 0-0 | 2-2 | 0-0 | 1-0 | 1-3 | 2-0 |
| R. Ent. Sp. Jamboise                                       | 1-0 | 2-0 | 0-3 | 0-3 |     | 0-6 | 1-1 | 2-2 | 1-1 | 0-1 | 2-1 | 1-1 | 1-4 | 1-3 | 0-0 | 4-1 |
| Racing Jette                                               | 0-3 | 0-1 | 3-2 | 1-3 | 4-0 |     | 1-1 | 2-1 | 0-2 | 1-2 | 2-2 | 0-1 | 0-5 | 2-0 | 0-3 | 0-0 |
| White Star Club Lauwe                                      | 1-0 | 0-0 | 4-0 | 0-0 | 3-0 | 0-0 |     | 2-2 | 2-1 | 2-0 | 2-1 | 1-1 | 1-1 | 1-0 | 1-1 | 1-0 |
| R.A. Marchiennoise des Sp.                                 | 0-2 | 0-1 | 1-0 | 0-0 | 0-1 | 2-3 | 1-0 |     | 0-1 | 4-0 | 1-3 | 0-3 | 2-0 | 0-2 | 2-0 | 0-0 |
| K. SC Menen                                                | 0-3 | 3-1 | 7-0 | 2-2 | 3-1 | 3-0 | 0-1 | 1-1 |     | 1-1 | 2-0 | 2-2 | 1-0 | 1-1 | 1-3 | 0-2 |
| R. AEC Mons                                                | 1-0 | 2-2 | 2-1 | 3-0 | 2-0 | 0-1 | 0-0 | 2-0 | 1-1 |     | 1-3 | 1-5 | 0-3 | 1-0 | 2-0 | 2-0 |
| R. Excelsior Mouscron                                      | 0-2 | 5-3 | 3-0 | 1-1 | 1-1 | 2-0 | 1-2 | 1-1 | 1-1 | 0-0 |     | 0-2 | 1-0 | 0-1 | 1-4 | 4-0 |
| UR Namur                                                   | 3-0 | 2-1 | 2-1 | 3-0 | 5-0 | 2-1 | 0-2 | 1-0 | 2-0 | 1-2 | 1-2 |     | 1-1 | 0-1 | 0-1 | 8-1 |
| K. VG Oostende                                             | 1-1 | 3-1 | 1-1 | 2-1 | 5-0 | 1-2 | 3-0 | 3-3 | 1-1 | 2-0 | 1-2 | 1-3 |     | 0-1 | 1-1 | 2-0 |
| K. SK Roeselare                                            | 1-0 | 2-3 | 2-1 | 2-1 | 1-0 | 1-0 | 2-2 | 4-2 | 1-2 | 1-0 | 1-0 | 0-0 | 4-2 |     | 4-2 | 3-1 |
| K. SV Sottegem                                             | 1-2 | 1-0 | 2-1 | 1-0 | 5-0 | 2-2 | 2-0 | 5-0 | 1-1 | 2-2 | 4-0 | 3-1 | 3-0 | 3-0 |     | 1-0 |
| VC Zwevegem Sport                                          | 1-7 | 2-0 | 2-2 | 0-0 | 3-0 | 4-2 | 0-0 | 2-1 | 1-1 | 3-1 | 4-1 | 1-1 | 1-1 | 1-1 | 2-3 |     |
| - Victoire à domicile - Match nul - Victoire à l'extérieur |     |     |     |     |     |     |     |     |     |     |     |     |     |     |     |     |

#### Résumé
Cette série reste très longtemps partagée. Le SV Sottegem occupe le leadership durant une grande partie de la saison mais sans jamais creuser l'écart. Ses premiers poursuivants sont Lauwe, le Vigor Hamme, le SK Roulers et même, dans la première partie de la saison, les promus de La Forestoise.
Au fil des semaines, La Forestoise s'écroule et Roulers perd du terrain au début du second tour. L'UR Namur effectue une magnifique remontée (23 sur 28 pour terminer) et reste le dernier challenger du K. SV Sottegem qui enlève cependant le titre et monte en Division 2 pour la toute première fois.
La lutte pour le maintien par contre prend rapidement tournure. L'Entente Sportive Jamboise et le RC de Gand passent tout le championnat dans le bas du classement. Seule l'Association Marchiennoise des Sports est un moment menacée, puis Zwevegem Sport  doit aussi douter un peu mais cela ne dure guère. Pour le RC Gand, après quatre sauvetage sur le fil, il n'y a pas de cinquième miracle. Le « matricule 11 » quitte les trois premiers niveaux du football belge pour la première fois depuis 61 ans. De son côté l'ES Jamboise ne reviendra plus en « D3 ». Elle quittera les séries nationales deux ans plus tard et n'y fera plus qu'une brève apparition de deux saisons avant de disparaître dans une fusion avec l'UR Namur.

### Désignation du «Champion de Division 3»
Le titre de « Champion de Division 3 » est attribué après une confrontation aller/retour entre les vainqueurs de chacune des deux séries.
| Dates                   | Domicile       | Déplacement    | Résultat | Remarques |
| ----------------------- | -------------- | -------------- | -------- | --------- |
| 11 mai 1969             | K. SV Sottegem | K. RC Mechelen | 1-0      |           |
| 15 mai 1969             | K. RC Mechelen | K. SV Sottegem | 2-3      |           |
| K. SV SOTTEGEM champion |                |                |          |           |

Précisons que ce mini-tournoi n'a qu'une valeur honorifique et n'influe pas sur la montée. Les quatre champions de série sont promus.

## Meilleurs buteurs
- Série A : ?
- Série B : ?

## Récapitulatif de la saison
- Champion A: K. RC Mechelen (3e titre en D3)
- Champion B: K. SV Sottegem (1er titre en D3)
- Vingt-septième titre de D3 pour la Province d'Anvers
- Quatorzième titre de D3 pour la Province de Flandre orientale

| Région flamande (22)            | Région flamande (22) | Province de Brabant (4)      | Province de Brabant (4) | Région wallonne (6)    | Région wallonne (6) |
| ------------------------------- | -------------------- | ---------------------------- | ----------------------- | ---------------------- | ------------------- |
| Province d'Anvers               | 10                   | Région de Bruxelles-Capitale | 2                       | Province de Hainaut    | 3                   |
| Province de Flandre-Occidentale | 5                    | Province du Brabant flamand  | 2                       | Province de Liège      | 1                   |
| Province de Flandre-Orientale   | 4                    | Province du Brabant wallon   | 0                       | Province de Luxembourg | 0                   |
| Province de Limbourg            | 3                    |                              |                         | Province de Namur      | 2                   |

1. ↑  Au niveau footballistique, la province de Brabant est toujours unitaire malgré sa partition territoriale en 1995.

### Admissions - Relégations
Le Racing de Malines et Sottegem montent en Division 2, d'où sont relégués le Herentals et le Seraing.
Le RC Gand, Jambes, Wezel et Wijgmaal sont renvoyés en Promotion, d'où sont promus l'AS Eupen, Kortrijk Sport, La Louvière et Westerlo.

## Débuts en D3
Deux clubs évoluent pour la première fois au 3e niveau du football belge. Ils portent à 221, le nombre de clubs différents ayant joué à ce niveau.
- K. SC Maccabi V.A. et Witgoor Sport Dessel sont les 45e et 46e clubs anversois différents à évoluer à ce niveau.